# Санту-Амадор
Санту-Амадор (порт.  Santo Amador) — фрегезия (район) в муниципалитете Мора округа Бежа в Португалии. Территория — 72,63 км². Население — 456 жителей. Плотность населения — 6,3 чел/км².